# Amina simpaticomimética
| Aminas                               | Aminas |
| ------------------------------------ | ------ |
| Estructura de las aminas primarias   |        |
| Primarias                            |        |
| Estructura de las aminas secundarias |        |
| Secundarias                          |        |
| Estructura de las aminas terciarias  |        |
| Terciarias                           |        |

Las aminas simpaticomiméticas son una clase de drogas cuyas propiedades mimetizan (son agonistas adrenérgicos) las de la hormona adrenalina. La estructura química de cada una de estas moléculas tiene en común la presencia del grupo funcional amina y, en general, se emparenta a los neurotransmisores adrenalina (epinefrina), noradrenalina (norepinefrina), y a otras catecolaminas como la dopamina. A causa de esta semejanza química, las aminas simpaticomiméticas logran unirse a los receptores del organismo para esas biomoléculas endógenas (receptores adrenérgicos), y activarlos, desencadenando los efectos que caben a cada una de ellas. 

## Acción central
Los receptores adrenérgicos se hallan distribuidos extensivamente en el sistema nervioso. Algunos de ellos, como los receptores alfa-2 adrenérgicos presinápticos, se sitúan en el sistema nervioso central. Estos receptores particularmente muestran mayor afinidad por la noradrenalina que por la adrenalina, pero pueden ser activados por ambas, desencadenando efectos estimulantes de la vigilia, promoviendo la alerta (arousal) y favoreciendo la cognición. Muchas aminas simpaticomiméticas exógenas logran activar estos receptores, produciendo los efectos fisiológicos recién mencionados. 
Sin embargo, algunas muestran mayor afinidad que otras por receptores del sistema nervioso central. Esto se vincula al hecho de que algunas sustancias logran cruzar la barrera hematoencefálica (BHE) y distribuirse en el cerebro, mientras que otras no pueden hacerlo o lo hacen más débilmente, lo que depende de propiedades específicas del compuesto. La BHE funciona como filtro, permitiendo sólo el pasaje de determinado tipo de moléculas (generalmente pequeñas, como el hidrógeno y el carbono). Por lo tanto, el primer factor determinante va a ser la estructura química de la amina y su capacidad intrínseca de burlar o no la BHE. 
Una segunda propiedad del compuesto que interviene en este fenómeno, es el grado en que se une a proteínas plasmáticas. Las aminas que tengan mayor ligadura proteica, van a distribuirse ampliamente en el plasma sanguíneo. En esos casos, va a ser menor la concentración de droga disponible para cruzar prontamente la BHE. Finalmente, así como sucede que la noradrenalina logra unirse con mayor eficacia que la adrenalina a los receptores alfa-2 adrenérgicos, también algunas drogas tendrán mayor ligadura que otras. 
Todo esto da lugar a la existencia de aminas simpaticomiméticas que son predominantemente de acción central y otras de acción periférica. Entre las primeras, se encuentran compuestos de conocida acción psicoestimulante, incluyendo toda la familia de las anfetaminas y sus análogos, y también el mazindol (una droga anorexígena), la pemolina y la cocaína.
Código ATC N06B A
Las aminas simpaticomiméticas de acción central, forman un grupo específico, de acuerdo con los criterios normalizados de la Clasificación Química Anatómico-Terapéutica (ATC). Allí se procede a clasificarlas dentro de las siguientes clases farmacológicas.
N — Drogas que actúan sobre el sistema nervioso central
N06 — Psicoanalépticos
N06B — Psicoestimulantes y nootrópicos 
N06B A — Aminas simpaticomiméticas de acción central

## Aminas de acción periférica
Las aminas simpaticomiméticas de acción predominantemente periférica, estimulan el sistema nervioso simpático y las funciones vegetativas bajo su control, sobre todo cardio-respiratorias. Así es como pueden aumentar la frecuencia cardíaca, dilatar los bronquios (broncodilatación), y usualmente producen constricción de los vasos sanguíneos y dilatación de las pupilas (midriasis). 
Entre estas aminas se incluyen las drogas sintéticas efedrina, pseudoefedrina, fenilefrina, isoproterenol (Isuprel) y fenilpropanolamina (FPA). La acción central de la efedrina, aunque poco potente en relación con su acción periférica, puede ser clínicamente relevante. 
En medicina, estas drogas son comúnmente prescriptas en emergencias cardíacas incluyendo shock y anafilaxis, en algunos casos para pérdida de peso, y en remedios para el resfrío, dado que reducen la secreción de mucosidad en las membranas del tracto respiratorio superior. En años recientes, la fenilpropanolamina ha sido removida de las fórmulas de venta libre para tratar los síntomas del resfrío, después de atribuírsele potencial para aumentar el riesgo de stroke hemorrágico.
Código ATC R01B A
Estos agentes, a diferencia de las aminas de acción central, suelen restringirse a la siguiente clase.
R — Sistema respiratorio
R01 — Preparados de uso nasal
R01B — Descongestivos nasales para uso sistémico 
R01B A — Simpaticomiméticos